# Onthophagus unifasciatus
Onthophagus unifasciatus là một loài bọ cánh cứng trong họ Bọ hung (Scarabaeidae).